# Perotrochus deforgesi
Perotrochus deforgesi is een slakkensoort uit de familie van de Pleurotomariidae. De wetenschappelijke naam van de soort is voor het eerst geldig gepubliceerd in 1990 door Métivier.